# Leon Mak
Leon Mak (5 de septiembre de 2000) es un deportista de los Países Bajos que compite en atletismo. Ganó una medalla de plata en el Campeonato Europeo de Atletismo Sub-20 de 2019, en la prueba de decatlón.